# Cathartidae
I catartidi  (Cathartidae Lafresnaye, 1839), noti come avvoltoi del Nuovo Mondo, sono una famiglia di uccelli dell'ordine Accipitriformes, esclusiva del continente americano.

## Descrizione
Presentano molte caratteristiche, come il becco adunco, le unghie ad artiglio e l'apparato digerente adattato a una dieta a base di carne, comuni agli altri Accipitriformes,  da cui si differenziano per l'assenza del setto nasale, il fatto di servirsi dell'olfatto più che della vista per individuare il cibo, nonché la siringe scarsamente sviluppata.

## Tassonomia
Questa famiglia comprende 5 generi e 7 specie viventi:
Genere Cathartes:
- Cathartes aura (Linnaeus, 1758) - avvoltoio collorosso
- Cathartes burrovianus Cassin, 1845 - avvoltoio testagialla minore
- Cathartes melambrotus Wetmore, 1964 - avvoltoio testagialla maggiore

Genere Coragyps:
- Coragyps atratus (Bechstein, 1793) - urubù

Genere Gymnogyps:
- Gymnogyps californianus (Shaw, 1797) - condor della California

Genere Sarcoramphus:
- Sarcoramphus papa (Linnaeus, 1758) - avvoltoio reale

Genere Vultur:
- Vultur gryphus Linnaeus, 1758 - condor delle Ande

### Alcune specie

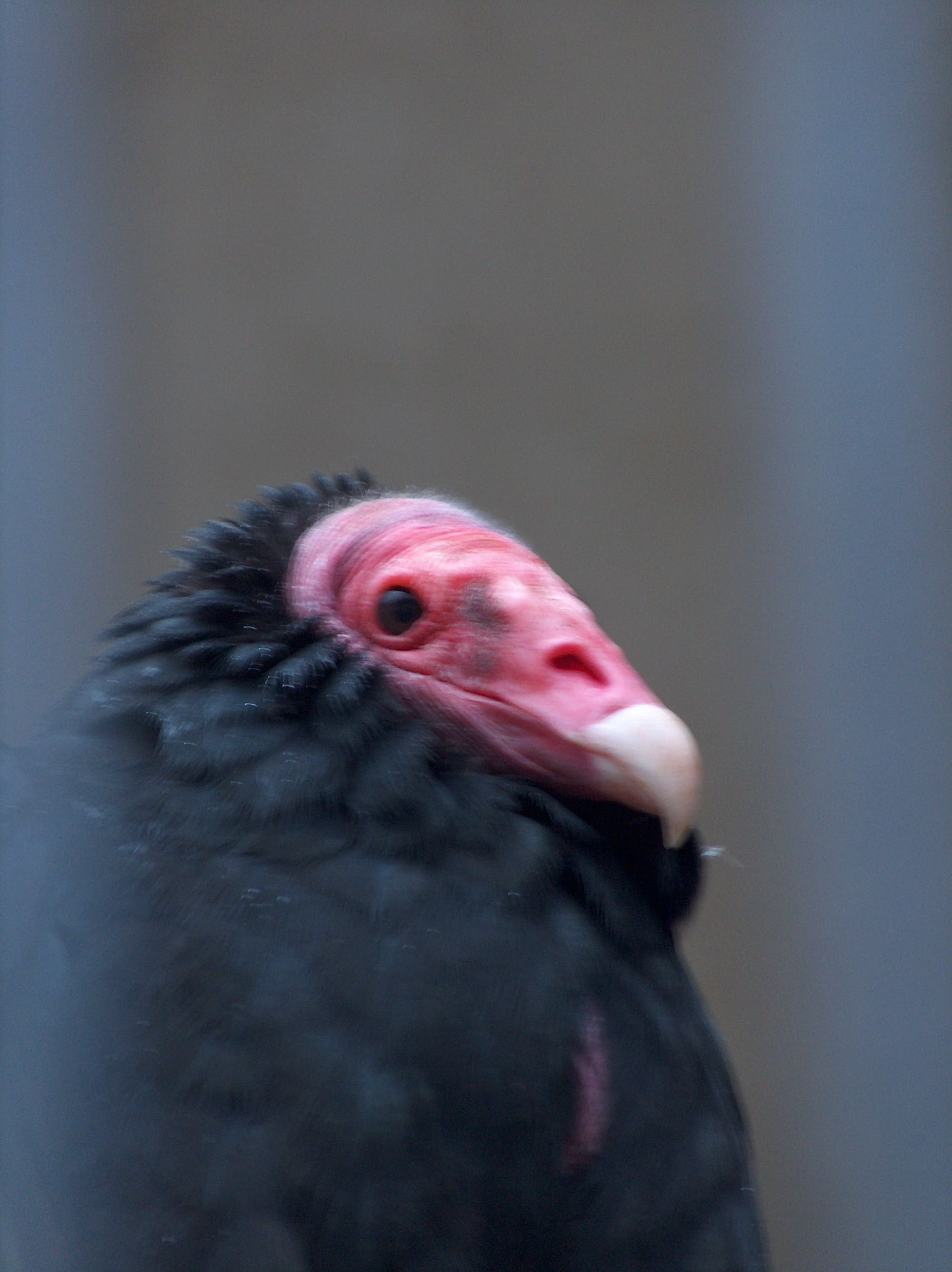
Cathartes aura
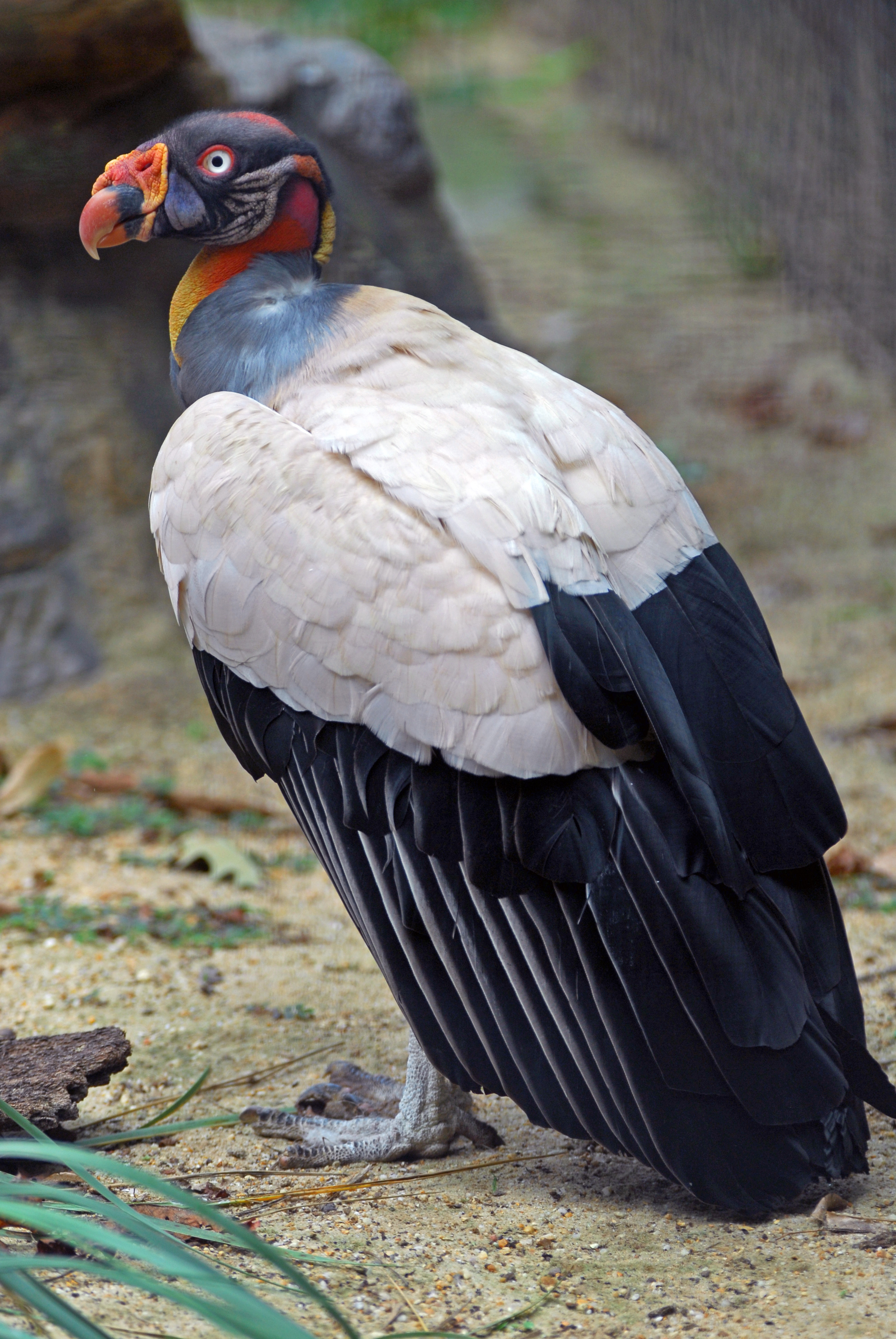
Sarcoramphus papa
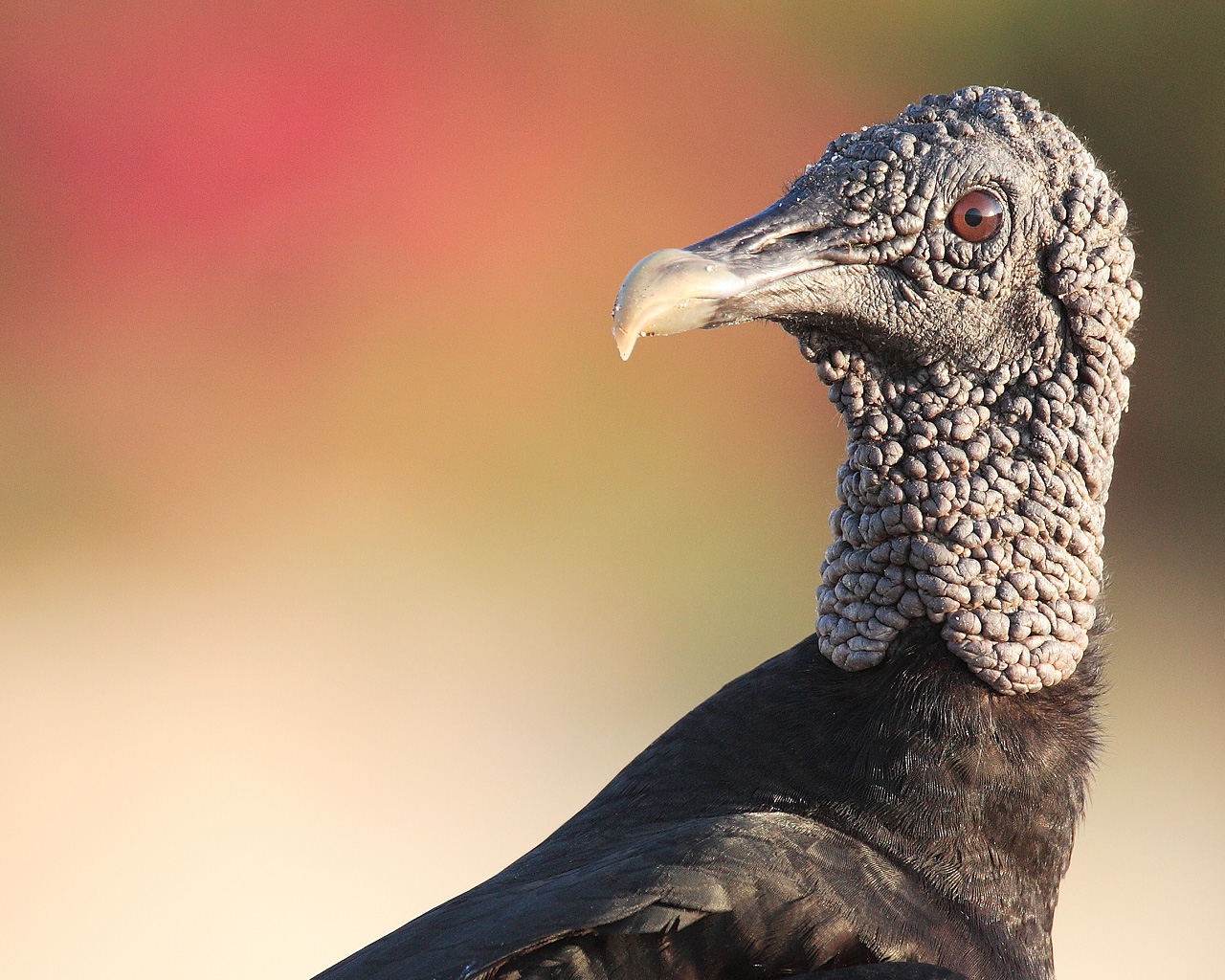
Coragyps atratus
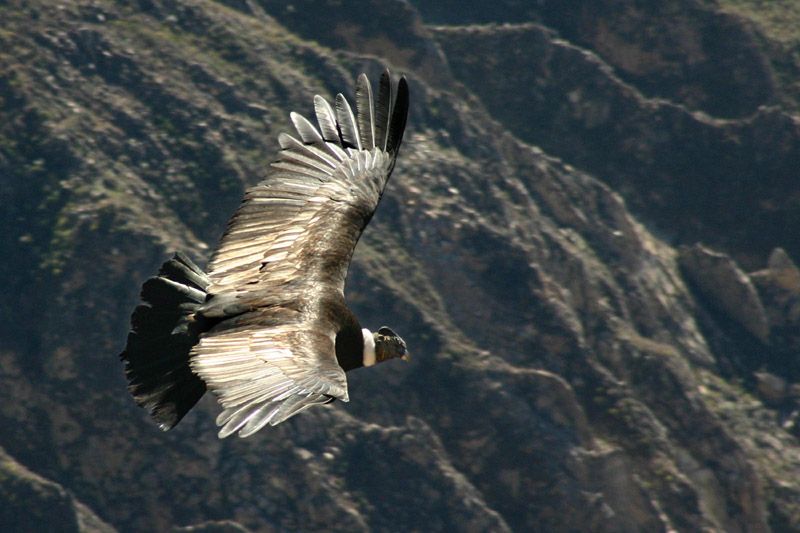
Vultur gryphus